# Юр’єво-Девиччя
Юр’єво-Девиччя (рос. Юрьево-Девичье) — село в Конаковському районі Тверської області Російської Федерації.
Населення становить 528 осіб. Входить до складу муніципального утворення Юр'єво-Девичевське сільське поселення.

## Історія
Від 2005 року входить до складу муніципального утворення Юр'єво-Девичевське сільське поселення.

## Населення
| 1859 | 1887 | 1897 | 1992 | 2002 | 2010 |
| ---- | ---- | ---- | ---- | ---- | ---- |
| 514  | ↗547 | ↘501 | ↗579 | ↗600 | ↘528 |